# Maria Cantwell
Maria Cantwell (Indianapolis, 1958. október 13. –) amerikai üzletasszony politikus, az Amerikai Egyesült Államok Washington államának szenátora.

## Élete
Az ohiói Oxfordban szerzett közigazgatási egyetemi diplomát a Miami University-n.
A Demokrata Párt színeiben 1987 és 1993 között Washington állam képviselőházának a tagja volt. 1993 és 1995 között az amerikai képviselőház, majd 2001 óta a szenátus tagja.